# 페뇰레스
페뇰레스(스페인어: Peñoles)는 멕시코의 광업 기업이다.